# Liu Jianjun
Liu Jianjun (chinesisch 刘坚军, Pinyin Liú Jiānjūn, * 5. Januar 1969 in Ningbo) ist ein ehemaliger chinesischer Badmintonspieler.

## Karriere
1991 siegte Liu Jianjun mit Wang Xiaoyuan bei den China Open im Mixed. 1992 waren beide bei den French Open erfolgreich, 1993 bei den Thailand Open. Drei Jahre später wurde er Asienmeister mit Ge Fei. Bei Olympia 1996, erneut mit neuer Partnerin, gewann er Bronze.

## Sportliche Erfolge
| Saison | Veranstaltung      | Disziplin | Platz | Name                        |
| ------ | ------------------ | --------- | ----- | --------------------------- |
| 1991   | China Open         | Mixed     | 1     | Liu Jianjun / Wang Xiaoyuan |
| 1992   | French Open        | Mixed     | 1     | Liu Jianjun / Wang Xiaoyuan |
| 1993   | Thailand Open      | Mixed     | 1     | Liu Jianjun / Wang Xiaoyuan |
| 1995   | Asienmeisterschaft | Mixed     | 1     | Liu Jianjun / Ge Fei        |
| 1996   | Olympia            | Mixed     | 3     | Liu Jianjun / Sun Man       |